# Герб Шаргорода
Герб Ша́ргорода — один з офіційних символів міста Шаргород Вінницької області. Затверджений 19 травня 1995 року. Автор герба є І. Янушкевич.

## Опис
Герб являє собою щит іспанської форми. В лазуровому полі зображено святого Флоріана, який гасить з посудини пожежу. Святий має на собі срібні лати, у правій руці тримає червоний щит з трьома перехрещеними золотими списами в ньому.
Щит обрамлено декоративний картушем і увінчано срібною міською короною у вигляді трьох веж.

## Герб часів Речі Посполитої

Герб 1588 року

Герб місту Шаргород було надано королем Польщі у 1588 році разом із наданням Магдебурзького права. 
Герб являв собою овальний щит червоного кольору і містив зображення святого Флоріана у срібних римських латах. В правій руці він тримав щит з трьома перехрещеними списами, у лівій — начииня з водою для того, щоб гасити пожежу.